# Campeonato Mundial Paranatação de 2022 – 150 metros medley feminino
As provas dos 150m medley individual feminino do Campeonato Mundial Paranatação de 2022 foram realizadas no Complexo Olímpico de Natação da Penteada, na Ilha da Madeira, durante os dias 12 e 18 de junho.

## Medalhistas
| Evento | Ouro                          | Prata                   | Bronze                     |
| ------ | ----------------------------- | ----------------------- | -------------------------- |
| SM3    | Leanne Smith · Estados Unidos | Tanja Scholz · Alemanha | Larissa Rodrigues · Brasil |

## Resultados

### SM3
Final
Participaram seis nadadores de cinco nações.  
| Classificação | Atleta             | Nação          | Resultado | Notas |
| ------------- | ------------------ | -------------- | --------- | ----- |
| 1             | Leanne Smith       | Estados Unidos | 2:56,94   |       |
| </img>        | Tanja Scholz       | Alemanha       |           |       |
| </img>        | Larissa Rodrigues  | Brasil         | 3:56,62   |       |
| 4             | Veronika Guirenko  | Israel         | 4:24,98   |       |
| 5             | Nikita Ens         | Canadá         | 4:28,73   |       |
| 6             | Aly van Wyck-Smart | Canadá         | 4:56,59   |       |